# Rissoina elegantissima
Rissoina elegantissima is een slakkensoort uit de familie van de Rissoidae. De wetenschappelijke naam van de soort is voor het eerst geldig gepubliceerd in 1842 door d’Orbigny.